# Bethlehem
Bethlehem of Betlehem (Arabisch: بيت لحم Bayt Lahm, Hebreeuws בית לחם, Beit Lechem, "broodhuis") is een heilige Palestijnse stad op de Westelijke Jordaanoever, een lokaliteit van de Palestijnse Autoriteit en hoofdstad van het Gouvernement Bethlehem met 32.000 inwoners (2016). Bethlehem ligt ongeveer 10 kilometer ten zuiden van Jeruzalem en 765 meter boven zeeniveau (30 meter hoger dan Jeruzalem). De aangrenzende gemeenten Beit Jala en Beit Sahur hebben respectievelijk 11.758 en 12.367 inwoners en zijn aan Bethlehem vastgegroeid. De vluchtelingenkampen Dheisheh (of Ad Duheisha Camp), Aida (of Ayda Camp) en  Azaa (of Al'Aza Camp) zijn inmiddels in Bethlehem opgenomen: woonwijken, die in belangrijke mate afhankelijk zijn van hulp van de Verenigde Naties.
Volgens de christelijke traditie werd Jezus hier geboren, in de Geboortekerk.

## Beknopte geschiedenis

### Oudste geschiedenis
Bethlehem, in het Hebreeuws Beit Lechem (van bet, "huis" en lechem, "brood", dus "broodhuis"), verwijst waarschijnlijk naar de vruchtbare grond en is een oude Kanaänitische plaats. In de Hebreeuwse Bijbel wordt Bethlehem in Genesis 35:19 'Efrat' genoemd. Koning David zou uit deze plaats afkomstig zijn (1 Samuel 16:1,4). In Micha 5:1 wordt gezegd dat Bethlehem de geboorteplaats van een heerser zou zijn.
Op 23 mei 2012 stuitten archeologen op een zegel dat bewijst dat Bethlehem honderden jaren voor de geboorte van Jezus al bestond.
In het Nieuwe Testament is Bethlehem, volgens de evangelisten Matteüs en Lucas, de geboorteplaats van Jezus. Vanuit historisch-kritisch perspectief is de voorstelling van de geboorte van Jezus in Bethlehem vrijwel zeker ontstaan om de voorspelling dat het koningshuis van David hernieuwd zou worden met een persoon uit Bethlehem-Efrata in de bergen van Judea (Micha 5:1) uit te laten komen. De meest waarschijnlijke geboorteplaats van de historische Jezus is daarom Nazareth.

### Middeleeuwen

#### Christelijke signatuur
Op de plek waar Jezus volgens de traditie werd geboren, werd in opdracht van keizer Constantijn de Grote de eerste kerk, een basiliek, gebouwd. Deze was in het jaar 334 klaar. In 529 ging hij in vlammen op, maar werd in 565 door Justinianus I gerestaureerd. Deze Geboortekerk is een van de beroemdste en mogelijk oudste kerken ter wereld, althans het deel dat bekendstaat als de Grieks-orthodoxe basiliek, gelegen naast de aangebouwde rooms-katholieke Sint-Catharinakerk, waarvan de kloosterhof teruggaat tot de tijd van de kruisvaarders.
Tijdens de Vijfde Kruistocht (1213-1221) maakte Keizer Frederik II met de sultan Al-Kamil van Egypte al afspraken over het christelijke karakter van zowel Nazareth als Bethlehem. Onder de aan het Kribbeplein gelegen basiliek zou de grot zijn geweest waarin Jezus is geboren. In een andere grot zou Hiëronymus aan de Vulgaat gewerkt hebben. In Bethlehem bevindt zich ook nog de zogeheten 'Melkgrot', waar Maria (moeder van Jezus), Jozef van Nazareth en Jezus zich verborgen zouden hebben in verband met de kindermoord van Bethlehem door Herodes de Grote, totdat een engel van de Heer Jozef in een droom de opdracht had gegeven om naar Egypte te vluchten (Matteüs 2:13-21).
De Geboortekerk en ook de zogeheten 'Herdersvelden van Bethlehem' (bij Beit Sahur) zijn pelgrimsplaatsen voor christenen. Tijdens het kerstfeest worden wereldwijd beelden van de Geboortekerk op televisiezenders vertoond. De rooms-katholieke patriarch van Jeruzalem komt de middag voor Kerstmis naar de stad en wordt in een grote optocht, waaraan de gehele christelijke gemeenschap meedoet, met veel vertoon naar de kerk begeleid. Diverse christelijke stromingen, waaronder de Grieks-Orthodoxe Kerk, de Rooms-Katholieke Kerk en de Armeens-Apostolische Kerk beheren als het ware een onderdeel van deze kerk. Er wonen in Bethlehem ook kleine gemeenschappen van de Melkitische Grieks-Katholieke Kerk en de Evangelisch-Lutherse Kerk, waarvan de theoloog Mitri Raheb een representant is.
Op tweede kerstdag wordt aldaar traditioneel een vredesdemonstratie gehouden.
In 1860 werd de Omar-moskee gebouwd op de plek waar Omar ibn al-Chattab, als afgezant van de profeet Mohammed, bad tijdens zijn bezoek aan Bethlehem in het jaar 638. Het land waarop de moskee is gebouwd werd door de Grieks-Orthodoxe Kerk geschonken aan de moslims. In 1954, toen de stad onder Jordaans bewind was gekomen, werd de moskee gerenoveerd.
Het is een symbool van religieuze co-existentie in Bethlehem.
Bethlehem bleef eeuwenlang een christelijke stad. Vlak na de Tweede Wereldoorlog bestond de bevolking van Bethlehem nog voor bijna 90% uit christenen.
In Bethlehem woont nog steeds een van de grootste christelijke gemeenschappen die in het Midden-Oosten zijn overgebleven, zoals de First Baptist Church van dominee Naim Khoury.

## 1948-1967
Na de Eerste Wereldoorlog werd Palestina onder Brits mandaat geplaatst. Met de Balfour-verklaring van 1917 was aan de Zionistische Wereldorganisatie een 'Joods nationaal tehuis' in Palestina  toegezegd. Vanaf die tijd begon een grote immigraties van Joodse zionisten die zich in Palestina vestigden. In het Verdelingsplan van 1947 voor het Mandaatgebied Palestina van de VN werd Bethlehem ingedeeld bij de enclave Jeruzalem die onder internationaal bestuur zou blijven. Israël accepteerde dit plan, de Arabische leiders verwierpen het. Toen de zionistische leiders, in mei 1948 eenzijdig een onafhankelijke staat Israël uitriepen, begon de Arabisch-Israëlische Oorlog van 1948. Palestijnse vluchtelingen uit Israël kwamen voor het merendeel terecht op de Westelijke Jordaanoever waar ze onder meer rond Bethlehem in vluchtelingenkampen werden ondergebracht.

## 1967 tot heden
In 1967 veroverde en bezette Israël in de Zesdaagse Oorlog de gehele Westelijke Jordaanoever inclusief Oost-Jeruzalem.
Overeenkomstig de Oslo-akkoorden van 1993 en 1995 had Israël het bestuur over de Westelijke Jordaanoever binnen vijf jaar erna aan de Palestijnse Autoriteit moeten overdragen, dus ook de militaire controle over Bethlehem. Hier is echter geen gevolg aan gegeven en het Israëlische leger IDF behoudt zich nog steeds als bezettende macht het recht voor om op elk moment de stad binnen te gaan.
In 2002, tijdens de Tweede Intifada (2000-2005), kwam het tot zware gevechten in de stad, waarbij Palestijnse strijders de Geboortekerk binnen vluchtten, waar hen door de franciscanen, die door de kerk over meerdere christelijke heilige plaatsen als beheerders zijn aangesteld, kerkasiel geboden werd.

### Israëlische nederzettingen
Na 1967 is Israël begonnen met de bouw van Israëlische nederzettingen op de Westelijke Jordaanoever. Na de annexatie van Oost-Jeruzalem en vele Palestijnse dorpen daaromheen, is Israël begonnen met de bouw van nederzettingen op toegeëigend land tussen Jeruzalem en Bethlehem, zoals Givat Hamatos (Har Homa, Gilo, Har Gilo) en zuidwestelijk van Bethlehem (onder meer) Efrat.

### Westoeverbarrière
Bethlehem is bijna geheel omsingeld door de acht meter hoge afscheidingsmuur waarvoor hele woon- en winkelstraten door Israël werden gesloopt. Deze illegale (in strijd met internationaal recht) muur is op militair bezet Palestijns gebied gebouwd, ver binnen de met Jordanië overeengekomen wapenstilstandsgrens , de zogeheten Groene Lijn van 1967. Door deze Muur is het tussenliggende gebied in feite bij Israël getrokken. Van het oorspronkelijke grondgebied van Bethlehem zijn op die manier door Israël aanzienlijke delen, waaronder ook huizen en straten in de stad zelf geconfisqueerd. Voor deze ingrepen is de gemeente Bethlehem niet gecompenseerd.
De muur beperkt de bewegingsvrijheid en levensomstandigheden in de plaats die is veranderd in een militaire vesting en via een speciale toegang bijna alleen nog door Israëliërs bezocht kan worden. Inwoners, die door de economisch verslechterde situatie in Israël zijn gaan werken kunnen de stad alleen in en uit door zware metalen poorten, checkpoints, mits voorzien van de juiste reispapieren. Veel inwoners komen daardoor al jaren niet meer buiten de stad.
Het gevolg is dat Palestijnse christenen, die veelal gemakkelijker in westerse landen worden toegelaten dan hun moslimlandgenoten, de stad vanwege de slechte economische situatie in toenemende mate verlaten. Inmiddels maken daardoor moslims er de meerderheid van de bevolking uit. Bijna alle nijverheid is verdwenen en het toerisme blijft vanwege de politieke situatie een zeer wisselvallige bron van inkomsten. De meeste pelgrims en toeristen zijn dagjesmensen die Bethlehem bezoeken vanuit Israël en in daar gelegen hotels verblijven.

### Christenen onder druk
De stad is als 'belegerde' stad nog meer dan vroeger afhankelijk van toeristen en christelijke pelgrims. Het aantal pelgrims steeg in 2005 naar 30.000, maar daalde de laatste jaren naar 15.000. Een oorzaak is de Westoeverbarrière waardoor veel christenen zijn vertrokken. 
In 2009 deed Kairos Palestina, een groep van vooraanstaande christenen in Bethlehem een oproep aan medechristenen wereldwijd. Onder het motto Kom en zie! worden christenen opgeroepen om kennis te maken met het leven en de omstandigheden van Palestijnse christenen. 
Bij zijn laatste bezoek aan Israël en de Palestijnse gebieden in 2009 deed Paus Benedictus XVI een oproep aan de christenen om niet op te geven en in het Heilige Land te blijven. 
In 2011 bedroeg het aantal in Bethlehem wonende christenen volgens pastor Mitri Raheb 16.400.
Paus Franciscus bracht op 25 mei 2014, tijdens zijn bezoek aan Jordanië, Palestina en Israël, een bezoek aan Bethlehem waar hij op het Kribbeplein voor de Geboortekerk en de Omar-moskee, een openluchtmis celebreerde. Onderweg stopte hij bij de Israëlische Muur in de stad, waar hij enige momenten in stilte bad. Ook vroeg hij aandacht voor het lijden van miljoenen kinderen in de wereld.
In februari 2015 bracht de toenmalige burgemeester Vera Baboun, samen met enkele andere burgemeesters uit de regio, een bezoek aan het Vaticaan. Ze riep om hulp voor de christenen, waaronder die in Beit Jala, die door de voortgaande bouw van de Israëlische Muur geen toekomst meer hebben.
Op 11 mei 2016 weigerde Israël de toegang tot Israël en de Palestijnse gebieden aan vertegenwoordigers van de oecumenische Wereldraad van Kerken, onder wie een Nederlandse.
In december 2017 publiceerde het Palestijns Ministerie van Toerisme een rapport met gegevens over hoe Israël zijn monopolie over het toerisme naar Palestina exploiteert ter normalisatie van de bezetting.
In oktober 2018 betoogde Premier Benjamin Netanyahu tegenover christelijke journalisten uit de hele wereld dat Israël "het enige land in het Midden-Oosten is waar de christelijke gemeenschap bloeit en groeit", en bekritiseerde daarbij de behandeling van christenen door de Palestijnse Autoriteit. Burgemeester Anton Salman van Bethlehem reageerde daarop met felle kritiek op Netanyahu, zeggende "Het is schaamteloos dat Netanyahu, die zichzelf 'beschermer van het christendom' noemt, christenen als een middel gebruikt bij zijn islamofobe praatjes en als argument om de bezetting te vergoelijken".
De burgemeester stuurde hierover naar de media een 'open brief', met feiten aangaande de bezetting, waarin hij ook meldde dat er vlak over de grens in Jordanië zo'n 20.000 Palestijnse christenen uit Bethlehem wonen, voor wie het door Israël onmogelijk is gemaakt om naar Bethlehem te komen, zelfs niet voor de Kerstvieringen.

## Cultuur en educatie
In de stad bevindt zich Bethlehem University, een katholieke universiteit, de eerste die op de Westelijke Jordaanoever werd gevestigd (1973) en die openstaat voor alle religies. De universiteit heeft goede connecties met die in het Verenigd Koninkrijk.
Verder bevindt zich in Betlehem het Arab Educational Institute, geaffilieerd met Pax Christi International (sinds 2014 Pax genoemd) dat zich richt op educatief werk voor kinderen, jongeren en vrouwen en hun trainers en begeleiders. Iedere zomer komen hier uit de hele wereld vrijwillige docenten naartoe voor de zogeheten 'Summerschool', om de in Bethlehem opgesloten jeugd cursussen aan te bieden.
Sinds 1979 is er het evangelische Bethlehem Bible College. Bekende sprekers zijn Yohanna Katanacho en Alex Awad, die ook senior pastor is van de East Jerusalem Baptist Church. In 2012 werd een breed spectrum van christelijke leiders bij elkaar gebracht.
In 2000 vestigde zich er de Dar al-Kalima Evangelical Lutheran School (ELCJHL) voor christelijke en islamitische meisjes en jongens.
Verder bevindt zich tegenover de Geboortekerk de Omar-moskee Er zijn veel souvenirwinkels en er is een internetcafé. Op hetzelfde plein waar de Geboortekerk staat is ook het Bethlehem Peace Center te vinden. Dit culturele centrum beschikt over een eigen auditorium waar regelmatig culturele, maar ook commerciële films worden vertoond. Daarnaast heeft men regelmatig culturele exposities.
In 2012 zijn de Geboortekerk en de Pelgrimsroute Bethlehem door UNESCO op de Werelderfgoedlijst van Palestina geplaatst.

## Burgemeesters
De stad heeft sinds 1997 christelijke burgemeesters, wat door Yasser Arafat bij wet was vastgelegd. De eerste vrouwelijke burgemeester sinds oktober 2012 was professor Vera Baboun. Zij werd in mei 2017 opgevolgd door Anton Salman.
Sinds 1997 heeft Bethlehem de volgende burgemeesters:
- Hanna Nasser – 1997-2005
- Victor Batarseh – 2005-2012
- Vera Baboun – 2012-2017
- Anton Salman – 2017-2022
- Hana Hananiyeh – sinds 2022

## Stedenbanden
Bethlehem heeft sinds 17 april 2000 een stedenband met Den Haag. Andere stedenbanden zijn er onder andere met Athene, Abu Dhabi, Barcelona, Boekarest, Buenos Aires, Burlington, Florence, Glasgow, Keulen, Lourdes, Milaan, Monterrey, Orlando,Sint-Petersburg, Rabat, en Turijn.

## Geboren
- Koning David (1040 v. Chr – 970 v. Chr.) (volgens de Hebreeuwse Bijbel)
- Jezus Christus (volgens het Nieuwe Testament en in de christelijke jaartelling in het jaar 1 — van de historische Jezus wordt aangenomen dat hij ± 5 v.Chr. in Nazareth is geboren)
- Jabra Ibrahim Jabra (1919-1994), schrijver
- Emily Jacir (1970), beeldend kunstenaar

## Afbeeldingen

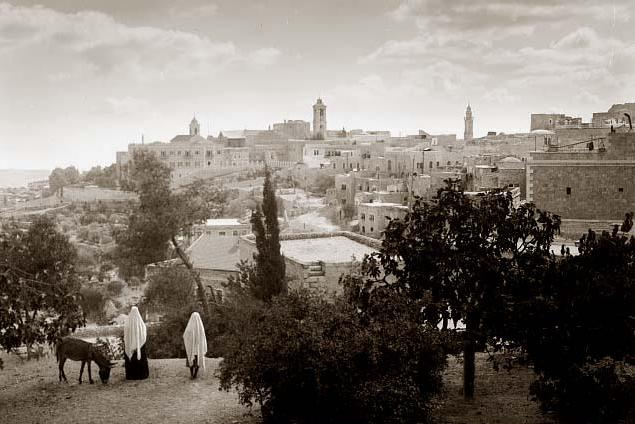
Gezicht op Bethlehem, 1898
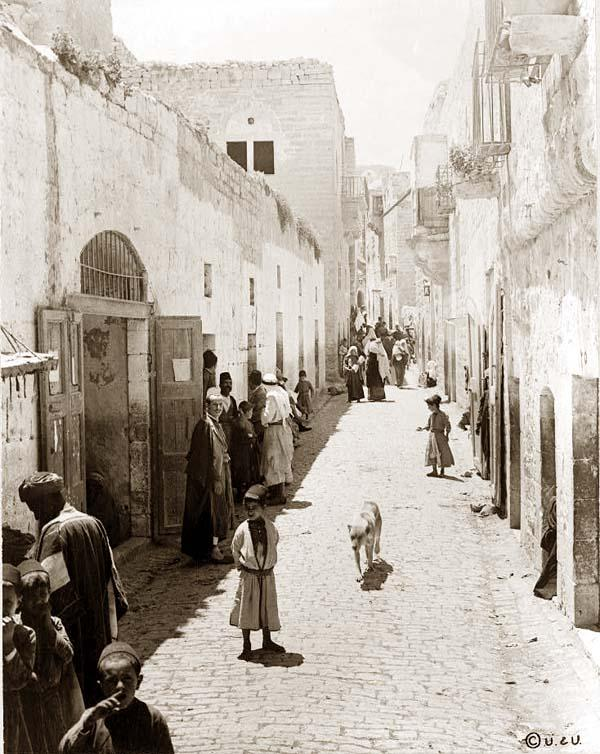
Bethlehem, 1880
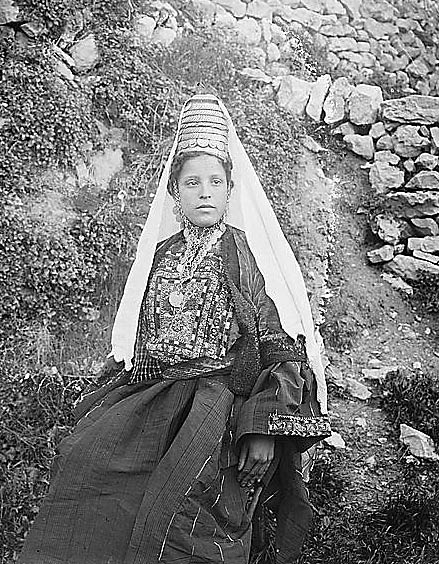
Vrouw in de traditionele klederdracht van Bethlehem
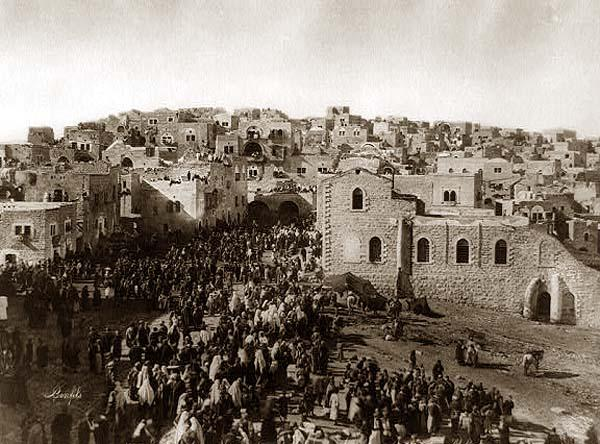
Pelgrims op Kerstmis, 1890
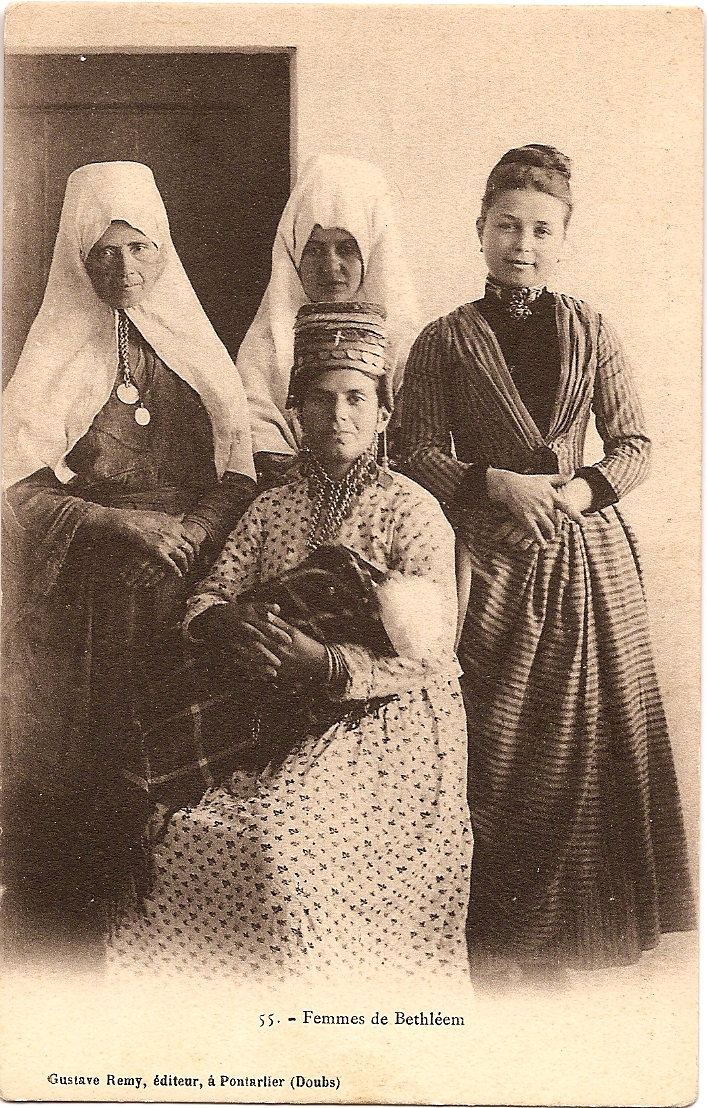
Vier christen-vrouwen in Bethlehem, 1911
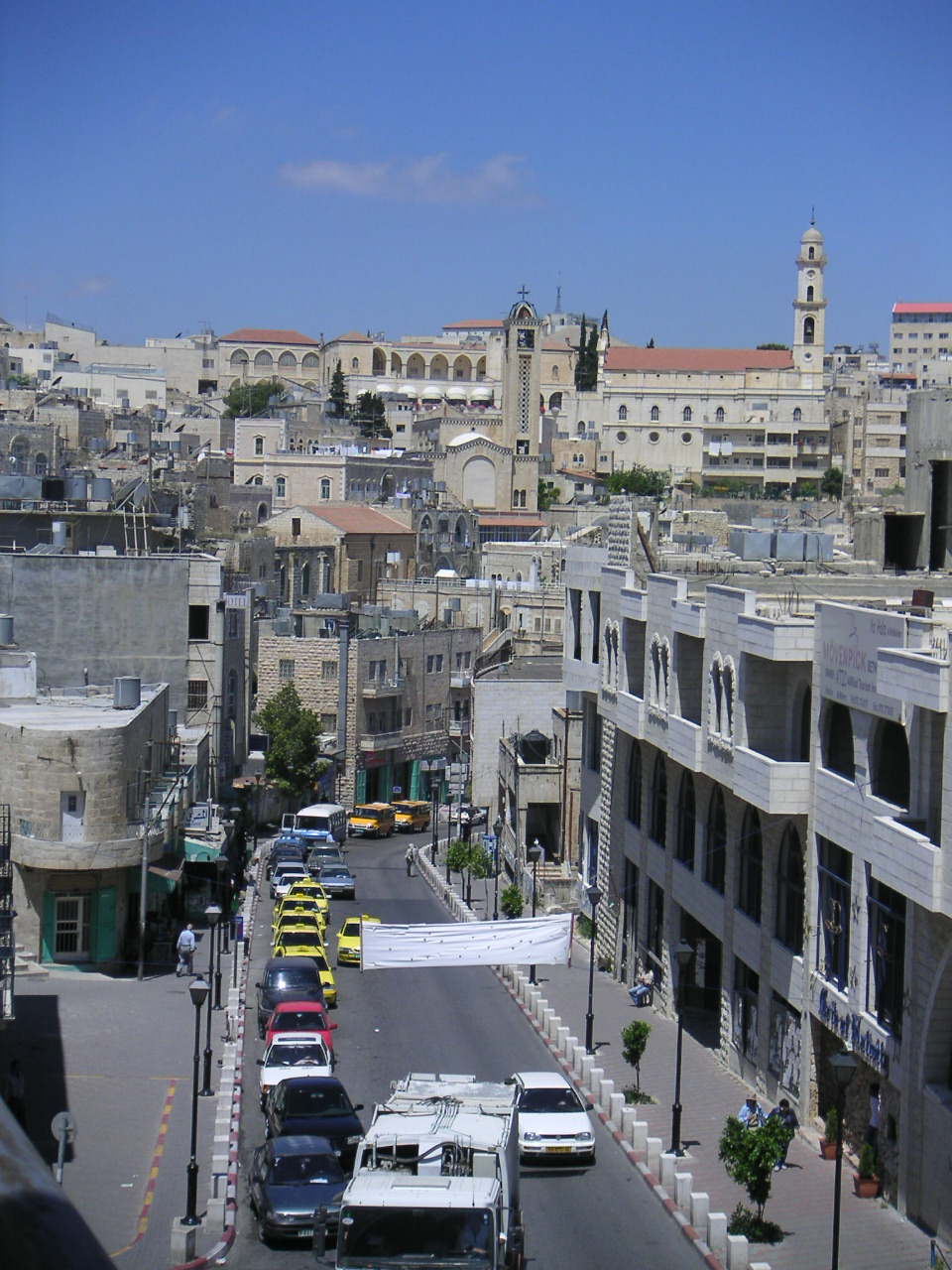
Straatbeeld in Bethlehem
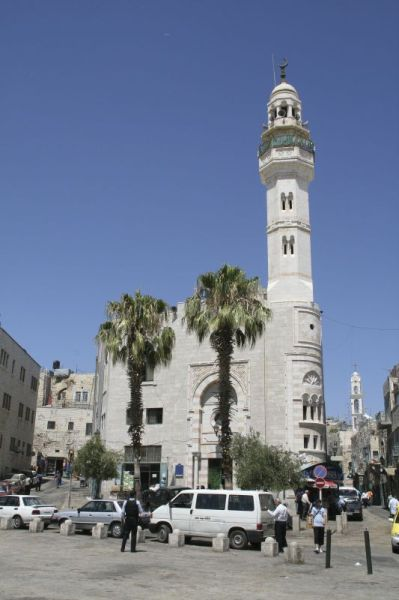
De Omar-Moskee, gebouwd in 1860
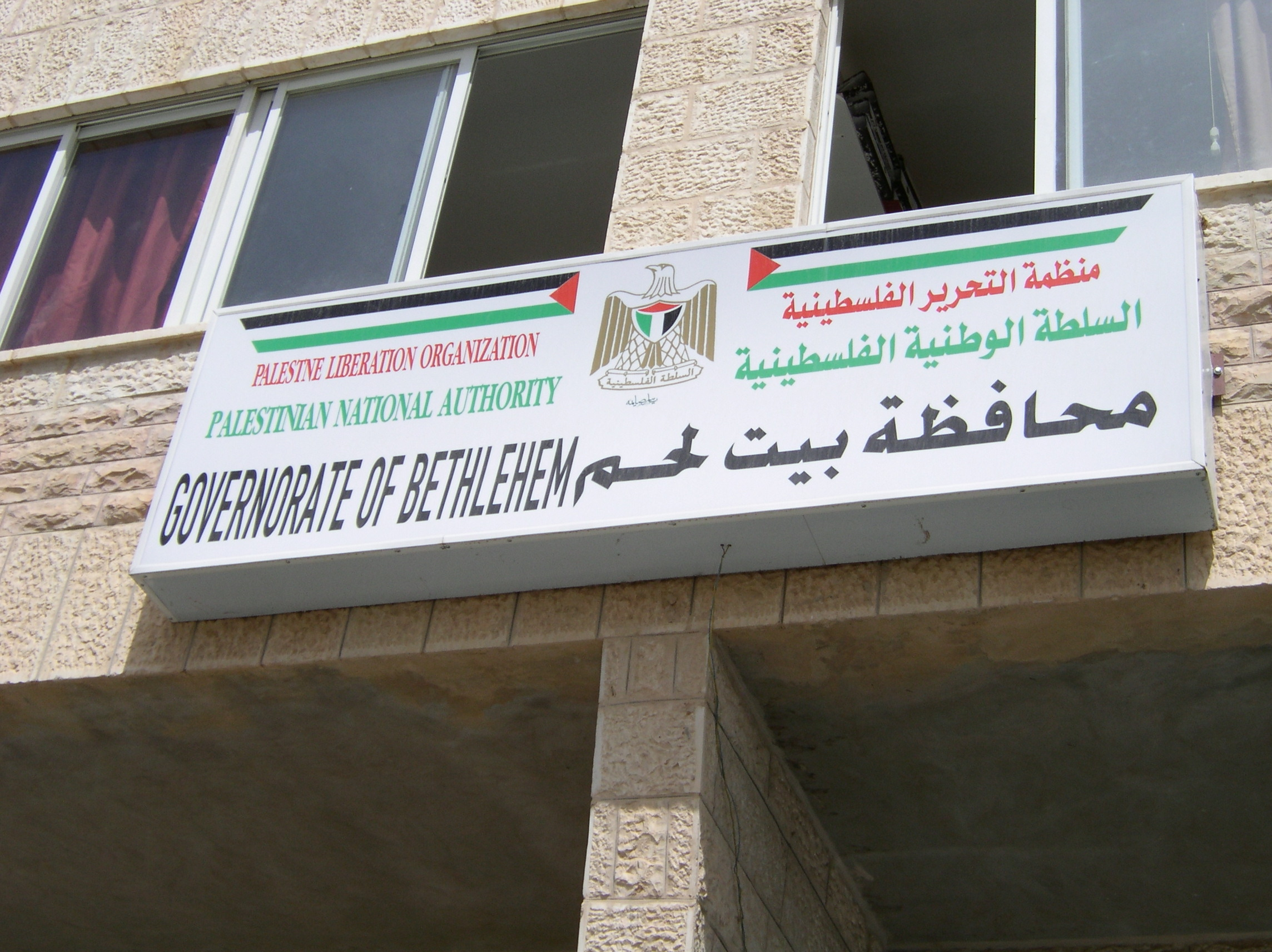
Zetel van het Gouvernement van Bethlehem, 2004
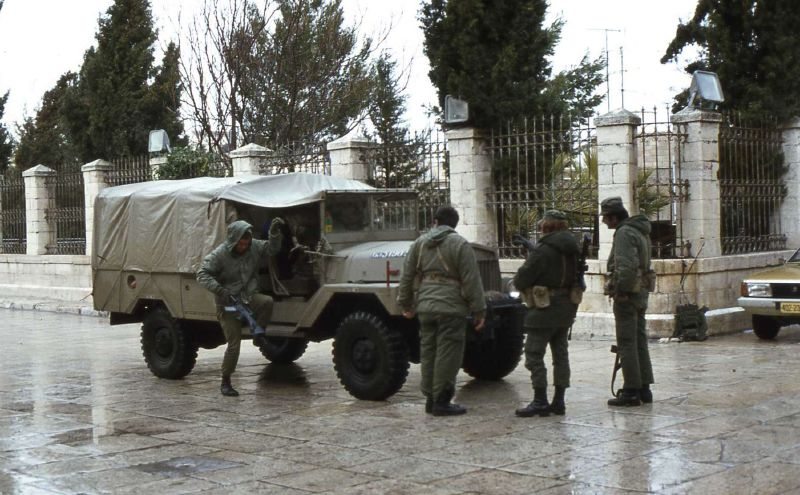
Israëlische soldaten in Bethlehem, 1978
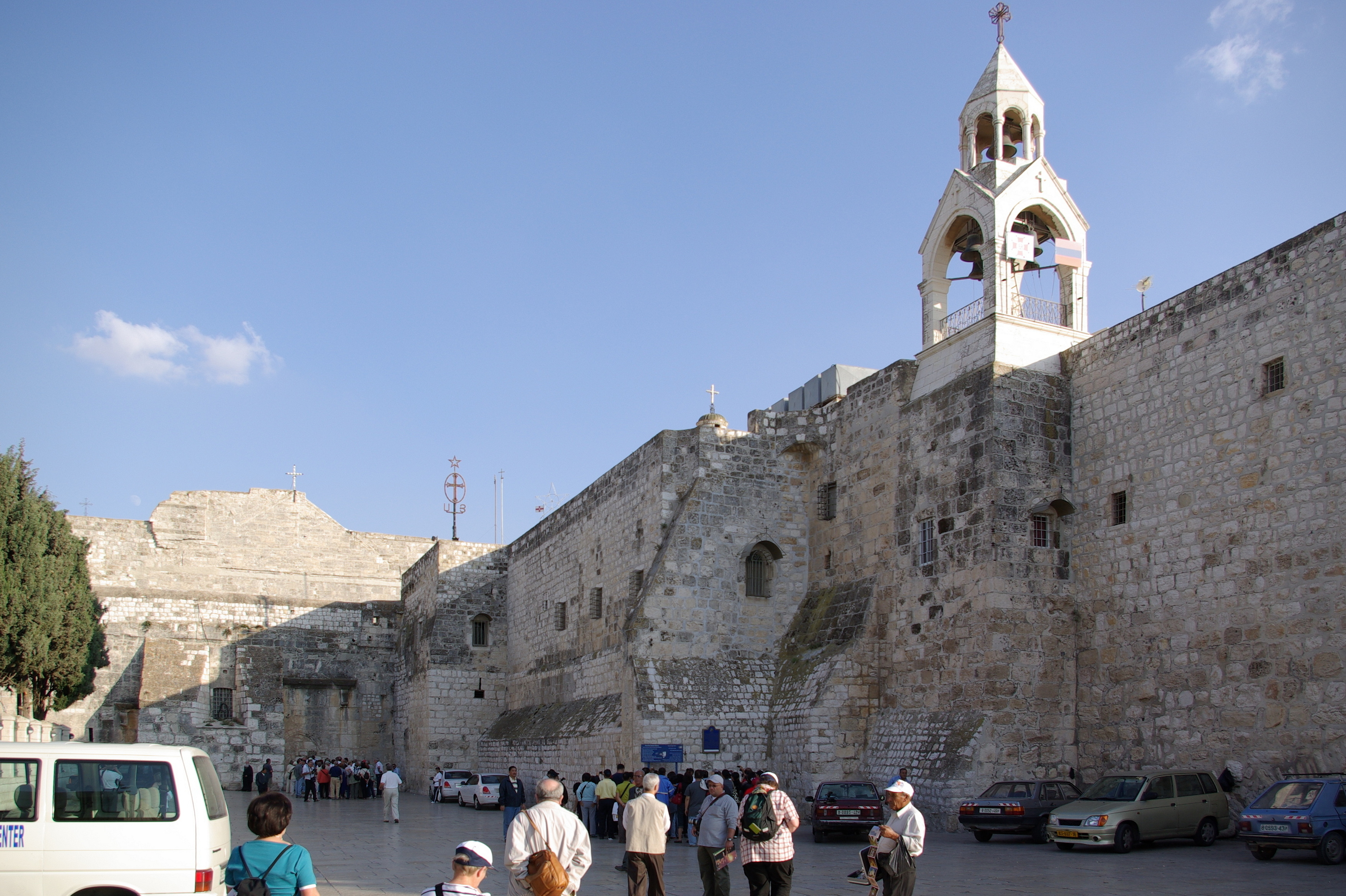
De Geboortekerk in Bethlehem, 2008
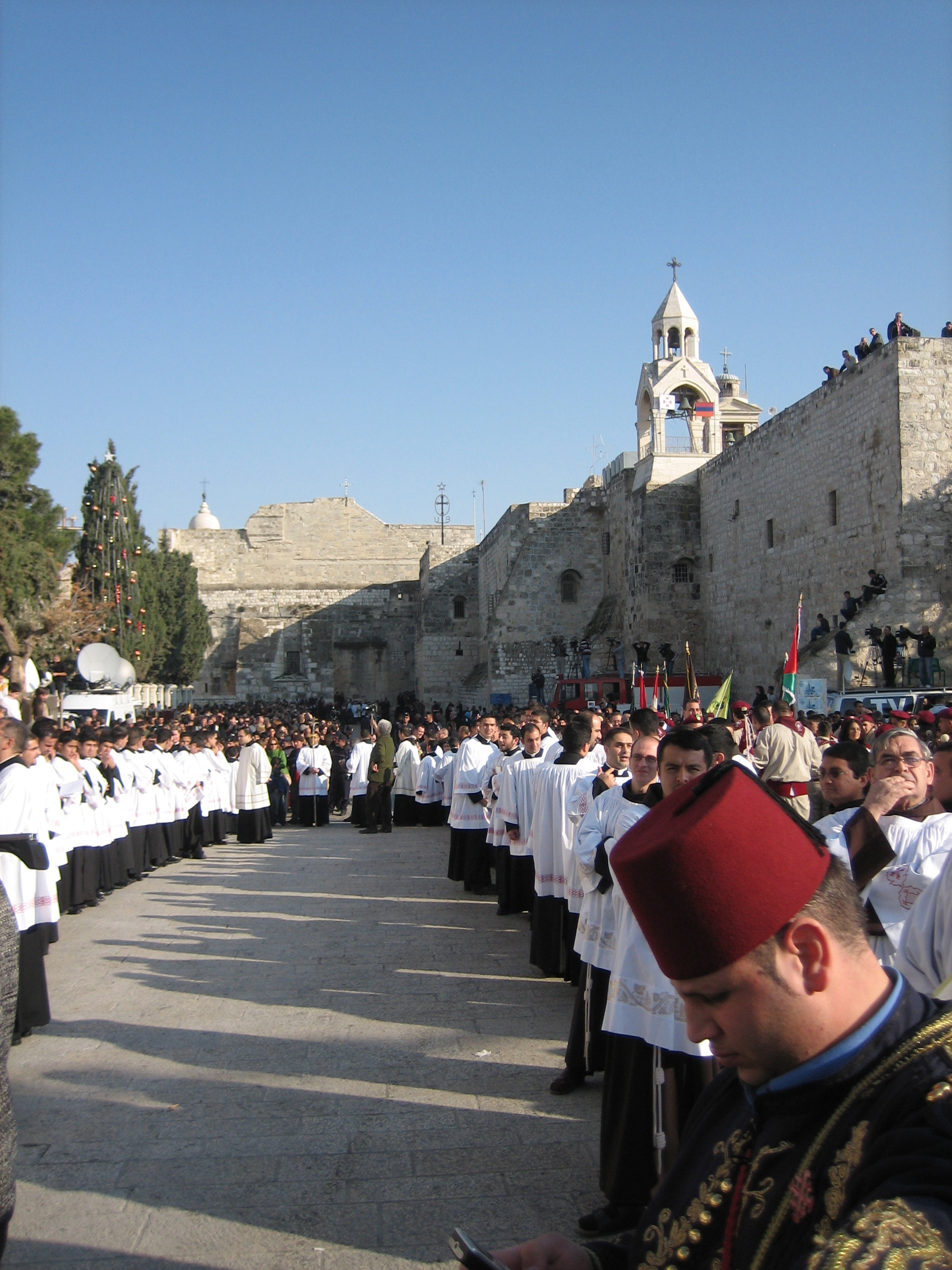
Katholieke processie op Kerstavond, 2006
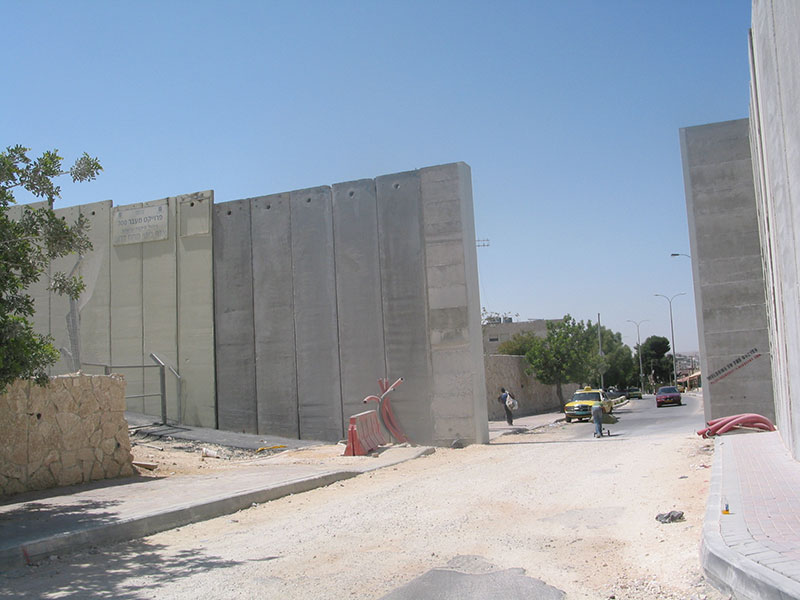
Doorgang door de Muur van Bethlehem, 2005
Schildering van Banksy op de Muur in Bethlehem, 2005
De Muur van Bethlehem in 2012
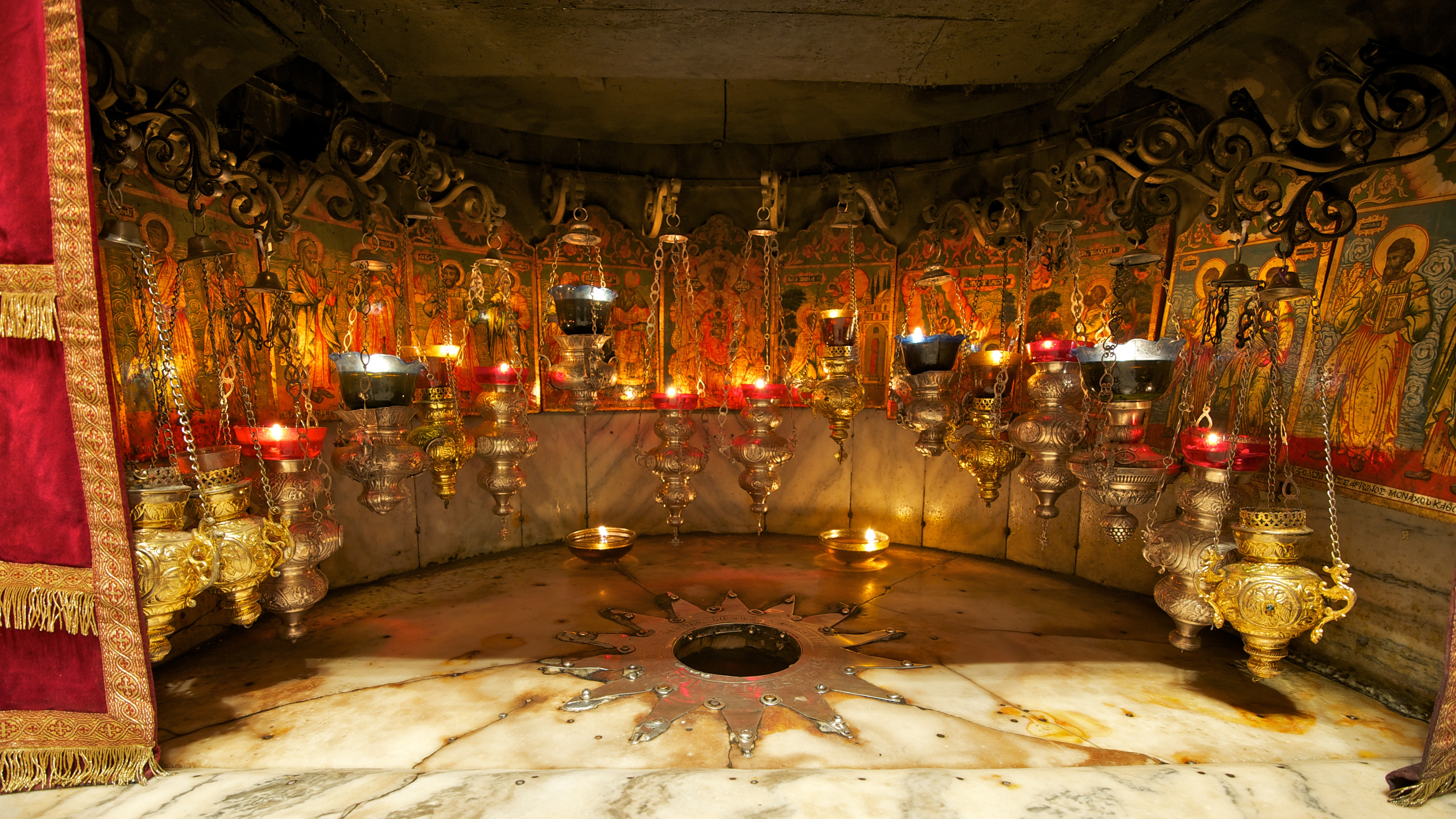
De Ster van Bethlehem in de Geboortegrot, 2012
Muurschildering in Bethlehem met Bijbels visioen: Jeruzalem, stad van vrede, moeder van alle volkeren (Psalm 150)
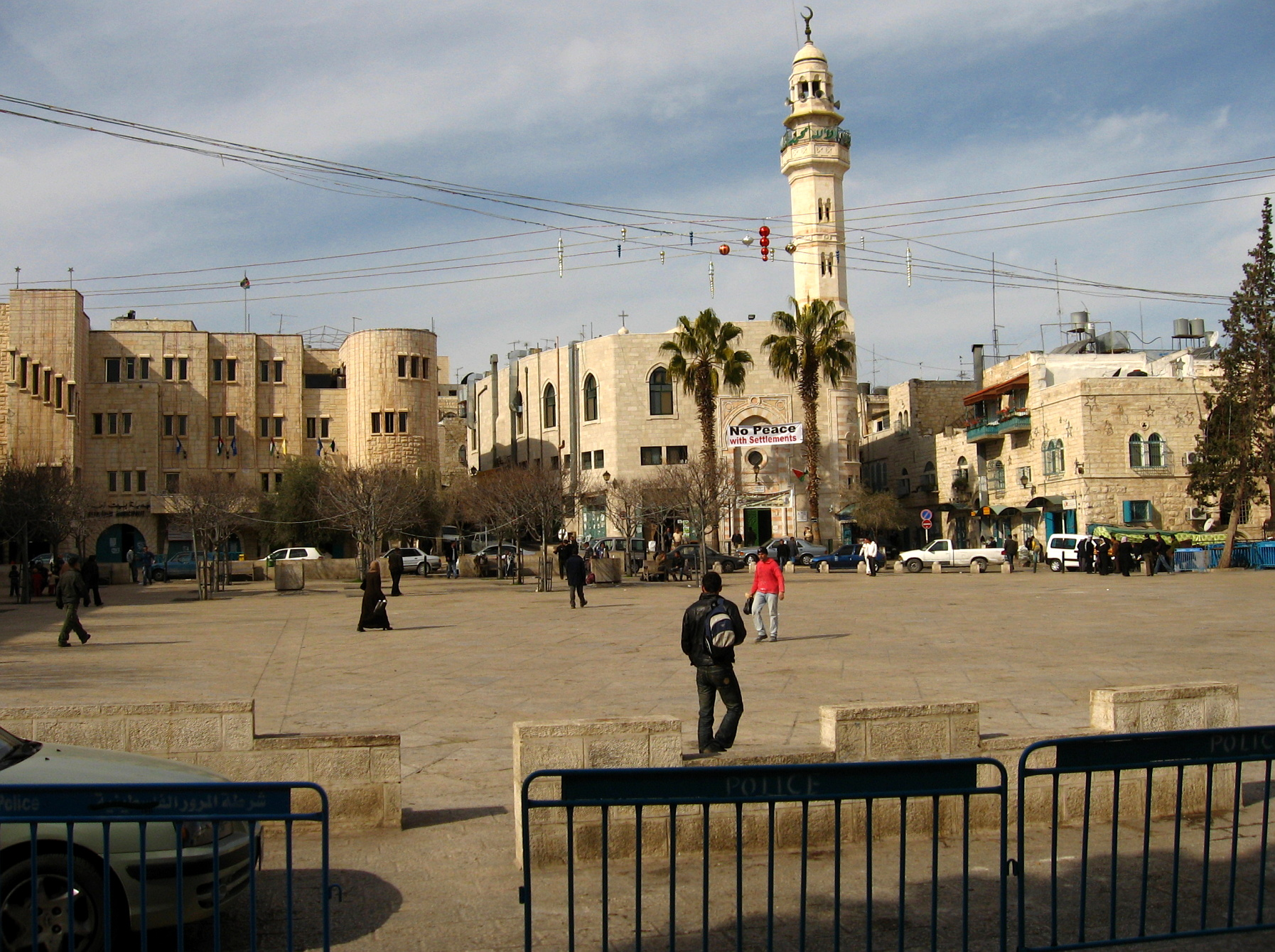
Het Kribbeplein, 2008
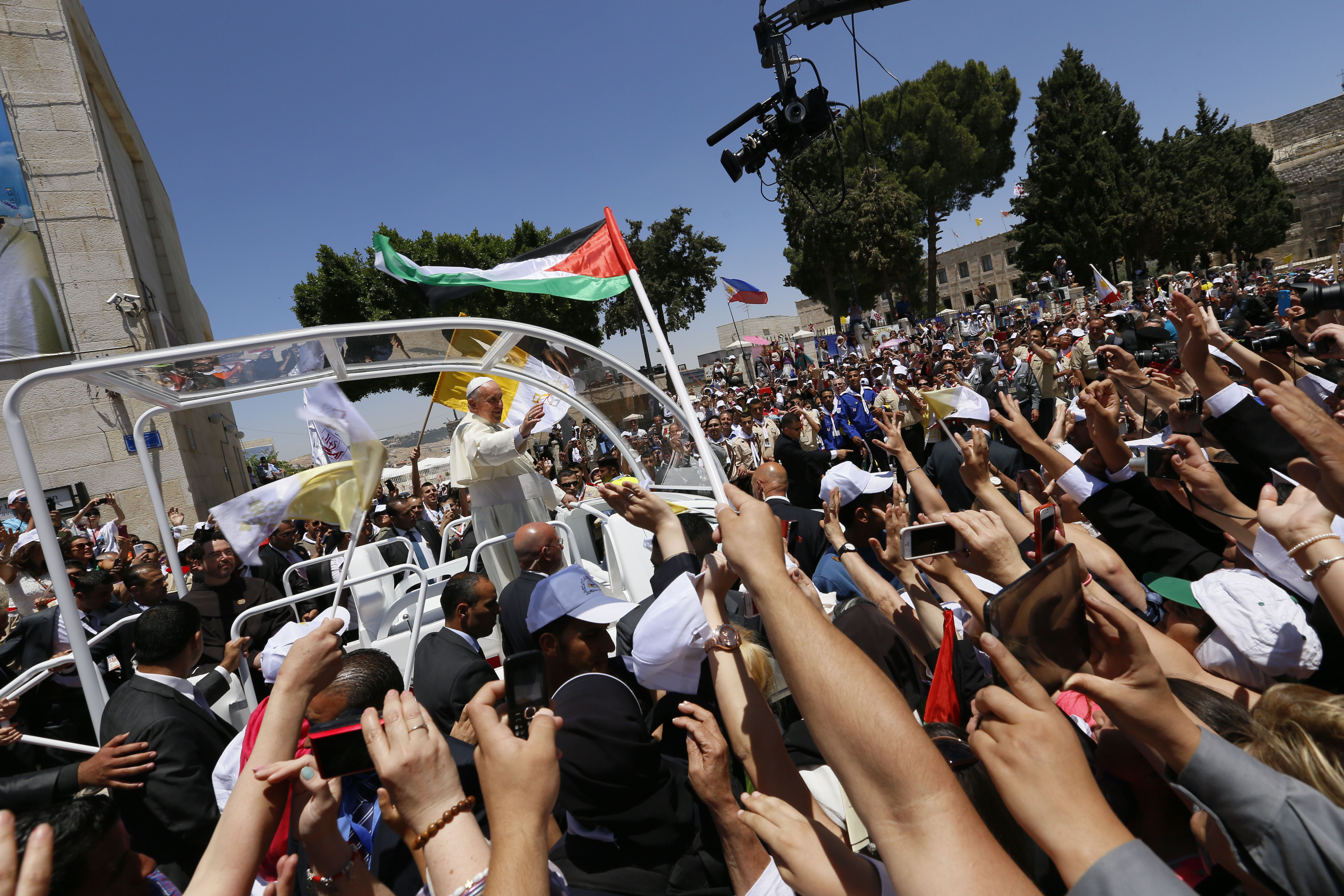
Paus Franciscus bezoekt Bethlehem, 25 Mei 2014